# Klášter Saint-Guilhem-le-Désert
Klášter Saint-Guilhem-le-Désert (fr. Abbaye de Saint-Guilhem-le-Désert) je benediktinské opatství ve vsi Saint-Guilhem-le-Désert ve Francouzském středohoří ve francouzském departementu Hérault v regionu Okcitánie.
Klášter byl založen roku 804 hrabětem Vilémem z Gellone, rytířem Karla Velikého. Díky vlastnictví svatých ostatků, především úlomku pravého kříže, se klášter stal jednou z důležitých zastávek na poutní cestě do Santiaga de Compostela.
Stavba kostela je ukázkou jednoduchosti románského slohu s valenou klenbou a robustními pilíři. Část křížové chodby byla na počátku 20. století odvezena do New Yorku do muzea.